# Андрюс Гудзюс
Андрюс Гудзюс (лит. Andrius Gudžius) — литовський легкоатлет, метальник диска, чемпіон світу та Європи.
Золоту медаль чемпіона світу Гудзюс виборов на чемпіонаті 2017 року, що проходив у Лондоні, встановивши при цьому особистий рекорд 69 м 21 см.